# Mistrzostwa Ameryki Północnej, Środkowej i Karaibów w Piłce Siatkowej Mężczyzn 1979
VI Mistrzostwa Ameryki Północnej w piłce siatkowej mężczyzn odbyły w 1979 roku po raz drugi w historii na Kubie w tej samej miejscowości - Hawanie. W mistrzostwach wystartowało 7 reprezentacji. Złoty medal po raz piąty w historii zdobyła reprezentacja Kuby.

## Klasyfikacja końcowa
| Miejsce | Reprezentacja     |
| ------- | ----------------- |
|         | Kuba              |
|         | Kanada            |
|         | Meksyk            |
| 4.      | Dominikana        |
| 5.      | Stany Zjednoczone |
| 6.      | Haiti             |
| 7.      | Gwatemala         |